# Coenosia demoralis
Coenosia demoralis este o specie de muște din genul Coenosia, familia Muscidae, descrisă de Huckett în anul 1965. Conform Catalogue of Life specia Coenosia demoralis nu are subspecii cunoscute.